# بیدو (جم)
بیدوعلیا از توابع بخش ریز شهرستان جم استان بوشهر در جنوب ایران.
این روستا در بخش ریز ،دهستان نشان قرار دارد و براساس امار جمعیت این روستا (28خانوار )105نفر است. که تقریباً در 60کیلومتری شهرستان جم قرار دارد، شغل اکثر مردم روستا کشاورزی و دامداری است.
باغ های مردم این روستا از محصولات (نخل و لیمو)می باشد.